# Вацлав Шуневич
Ва̀цлав Шунѐвич (на полски: Wacław Szuniewicz) е полски офталмолог, католически мисионер и свещеник. Работата му има основна роля за развитието на рефрактивната хирургия като перспективен дял от офталмологията.
Вацлав Шуневич е роден на 28 декември 1892 г. в град Глубо́кое (в Беларус), останал в Руската империя след т.нар. Трето разделяне на Полша от 1795 г. Между 1922 и 1927 г. учи в катедрата по офталмология на Университета Стефан Батори във Вилнюс. От 1931 до 1949 г. служи като мисионерски свещеник в Китай и ръководител на отделението по офталмология в болница в град Синтай. Там той организира и управлява офталмологичен отдел със 100 легла, същевременно контролира 18 амбулаторни клиники в околността. През този период той редовно посещава над 145 000 пациенти и извършва над 5000 очни операции годишно. От 1949 до 1952 г. д-р Шуневич извършва научна работа върху хирургичното лечение на роговичния астигматизъм.
След като в Китай идват на власт комунистите и затварят клиниката му заминава за САЩ. От 1946 до 1948 води лекции в Университета в Йейл върху разработените от него по време на работата му в Китай рефракционни процедури и техники.
Д-р Шуневич се премества в Бразилия през 1952 г., където продължава изследването на рефрактивната хирургия, както и мисионерската служба до смъртта си през 1963 година.